# Alfa Romeo 75

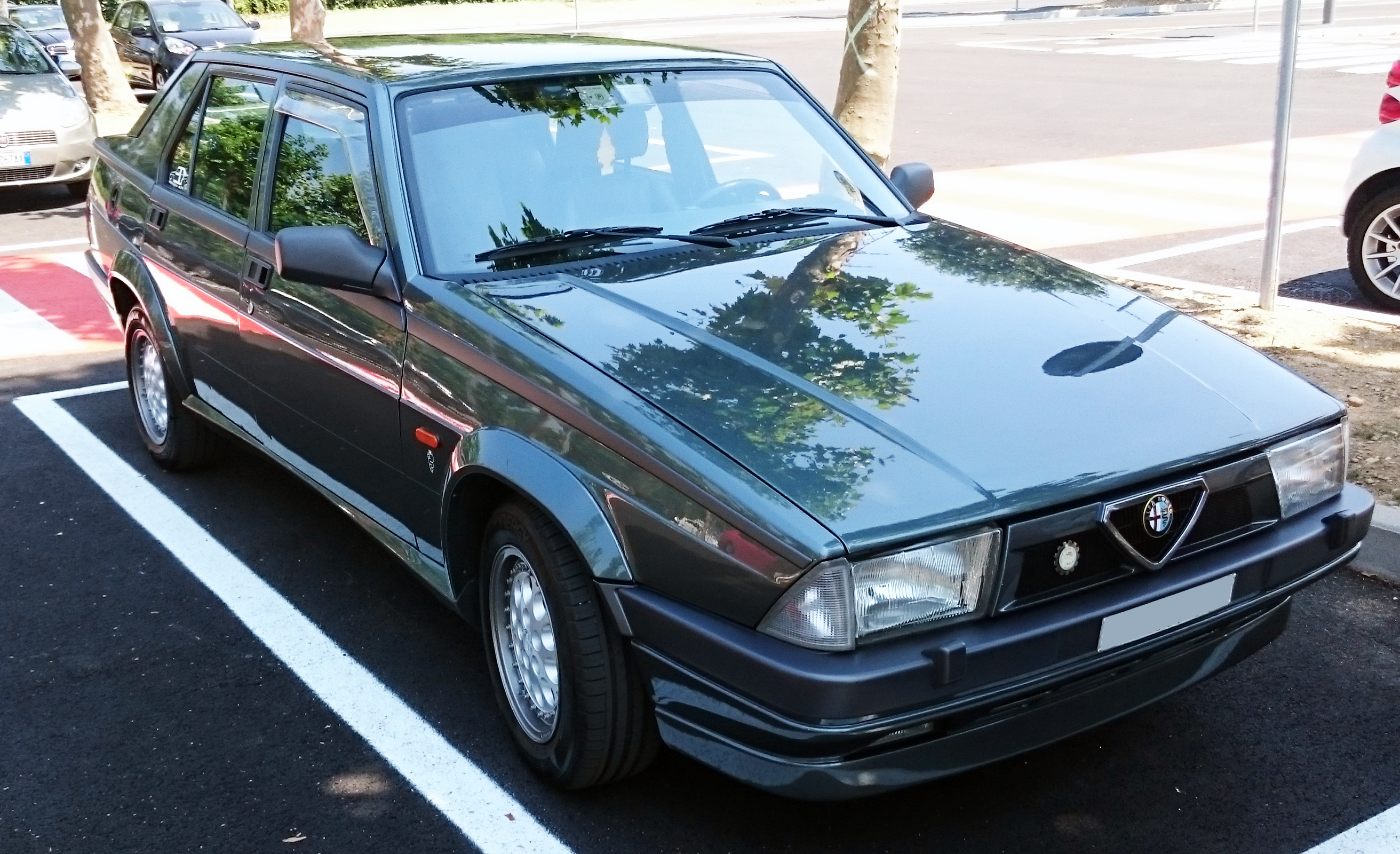
Alfa Romeo 75, вид спереди

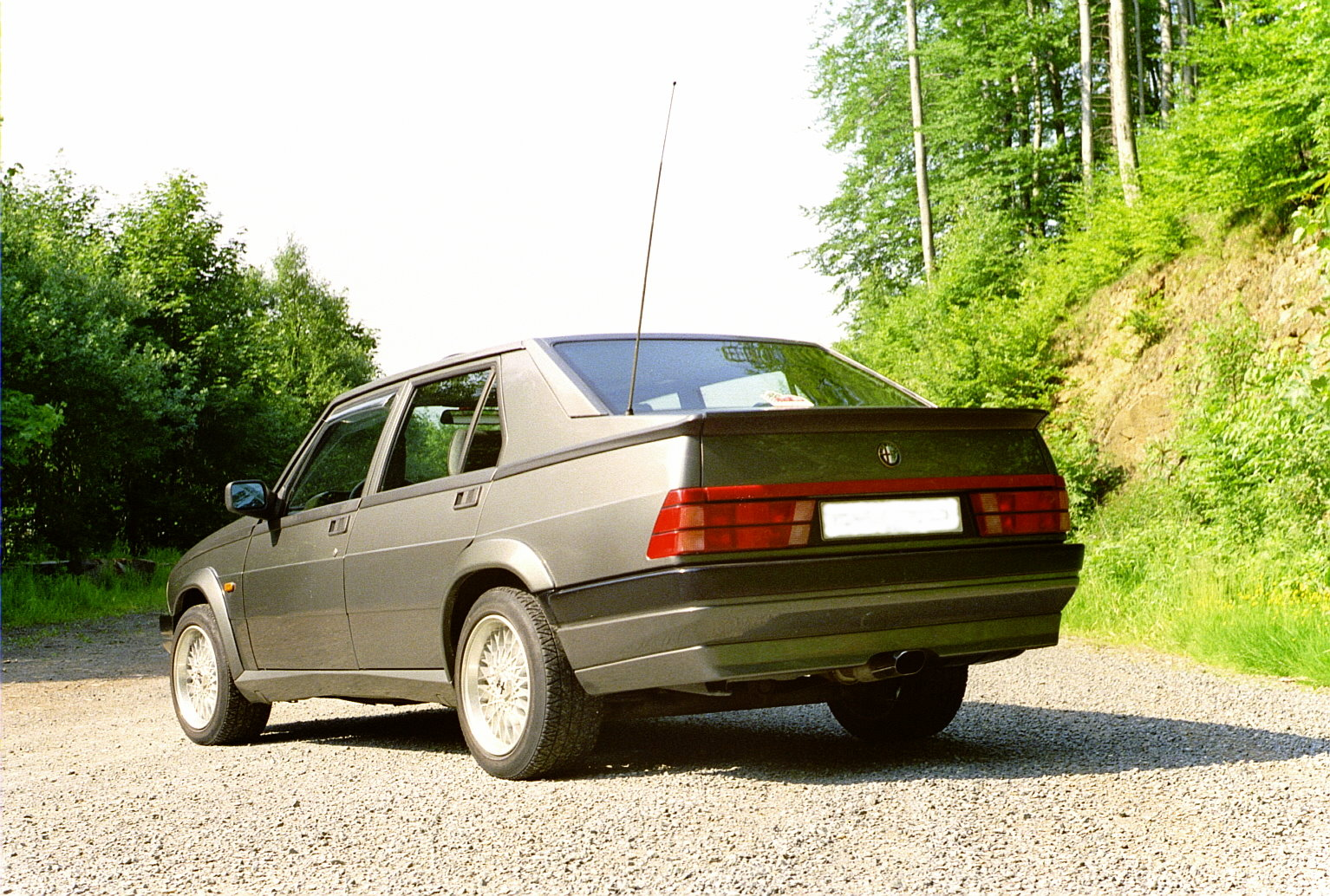
Alfa Romeo 75, вид сзади

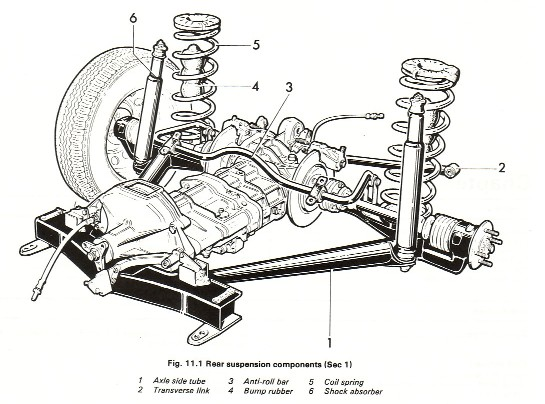
Коробка передач и задняя подвеска

Alfa Romeo 75 (в США — Alfa Romeo Milano) — спортивный среднеразмерный седан, выпускавшийся итальянской фирмой Alfa Romeo между 1985 и 1992 годами. 75 была коммерчески достаточно успешной и к 1992 общее количество произведённых автомобилей составляло 375 257 автомобилей
75 была представлена в мае 1985 года как замена Alfa Romeo Giulietta и Alfetta (с которыми у неё множество общих компонентов), и была названа в честь 75-летия выпуска Альфой машин. Кузов был исполнен в форме ударного клина, суживающегося к фронтальной части с прямоугольными фарами и соответствующей сеткой радиатора. Особенностью 75 являлись некоторые нестандартные технические решения, особенно интересен тот факт, что она была практически идеально сбалансирована по соотношению «зад/перед». Это достигалось установкой 5-скоростной КПП сзади, соединённой с задним дифференциалом (т. н. Transaxle). Задние дисковые тормоза были установлены на корпусе КПП. Передняя часть подвески — комбинация торсионного вала и амортизатора, а сзади — дорогостоящая подвеска «де Дион» с амортизаторами; такой выбор был обусловлен стараниями оптимизировать управляемость автомобиля. Коленчатый вал двигателя присоединён напрямик к карданному валу, который шёл по дну автомобиля от двигателя до КПП, и вращался со скоростью двигателя. Вращающиеся сегменты были соединены эластичными муфтами для предотвращения вибрации и повреждения двигателя и коробки. Диапазон двигателей при старте продаж включал 4-цилиндровые 1,6-, 1,8- и 2.0-литровые бензиновые карбюраторные двигатели(Twin Cam), 2-литровый турбодизель с интеркулером, и 2,5-литровый инжекторный V6(Busso). В 1987 году добавился 3.0-литровый V6(Busso). Однако в Северной Америке продавались только автомобили Milano с  2,5- и 3-литровыми V6-двигателями(Busso), с 1987 по 1989 год., а также 1,8Т(турбо).
Для своего времени интерьер выделялся передовым диагностическим компьютером, который следил за состоянием систем и предупреждал водителей о потенциальных проблемах и неисправностях.
На Женевском автосалоне 1986 года был показан прототип Alfa Romeo 75 Sportwagon, заманчивый прототип более позднего 156 SportWagon. Выпуск этой версии был отменён после приобретения Альфы Фиатом.

## Двигатели

### Старт, май 1985
- 1.6 карбюратор, 110 л. с. @ 5800 об/мин и 146 Нм @ 4000 об/мин
- 1.8 карбюратор, 120 л. с. @ 5300 об/мин и 170 Нм @ 4000 об/мин
- 2.0 карбюратор, 128 л. с. @ 5400 об/мин и 183 Нм @ 4000 об/мин
- 2.0 TD, 95 л. с. @ 4300 об/мин (только рынки с левосторонним движением)
- 2.5 Injected V6, 156 л. с. @ 5600 об/мин и 206 Нм @ 3200 об/мин

### 1986
Январь:
- 1.8 турбоинжектор, 155 л. с. @ 5,800об/мин и 226 Нм @ 2600 об/мин

### 1987
- 2.0 TS(TwinSpark), 148 л. с. @ 5800 об/мин и 186 Нм @ 4000 об/мин (усовершенствование существующего 2.0 двигателя)
- 3.0 V6, 188 л. с. @ 5800 об/мин и 250 Нм @ 3000 об/мин('Milano', только на рынке США)

### 1988
- 1.6 с катализатором, 105 л. с. @ 6000 об/мин
- 1.8 инжектор, 122 л. с. @ 5500 об/мин и 157 Нм @ 4000 об/мин (замена существующему 1.8)
- 2.4 турбодизель, 112 л. с. @ 4200 об/мин и 235 Нм @ 2400 об/мин
- 3.0 V6 AMERICA с катализатором, 188 л. с. @ 5800 об/мин и 250 Нм @ 3000 об/мин (только на рынке Европы)

### 1990
- 1.6 инжектор, 107 л. с. @ 6000 об/мин и 137 Нм @ 4000 об/мин
- 1.8 турбоинжектор в различных версиях (Quadrifoglio Verde или evoluzione), 165 л. с. @ 5800 об/мин
- 2.0 TS с катализатором, 148 л. с. @ 5800 об/мин (замена существующему 2.0)
- 3.0 V6 с катализатором, 192 л. с. @ 5800 об/мин и 250 Нм @ 3000 об/мин (замена существующему 3.0)

## Производство

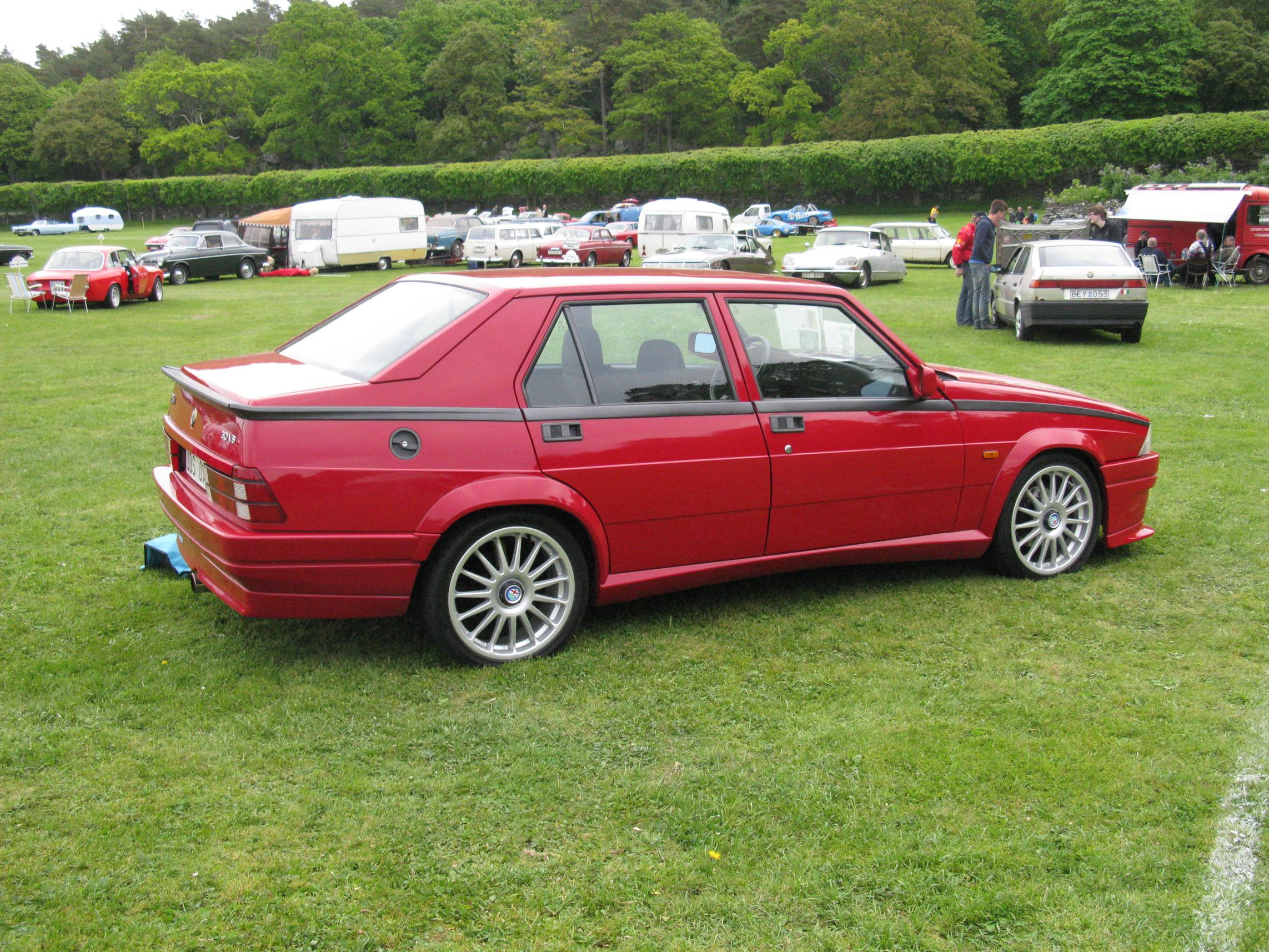

| Страна | 1985   | 1986   | 1987   | 1988   | 1989   | 1990   | 1991   | 1992  |
| ------ | ------ | ------ | ------ | ------ | ------ | ------ | ------ | ----- |
| Италия | 30,100 | 70,700 | 64,500 | 72,700 | 68,200 | 51,700 | 23,300 | 5,600 |

| Модель                 | Объем выпуска |
| ---------------------- | ------------- |
| 1.6                    | 99.522        |
| 1.6 IE                 | 27.989        |
| 1.8                    | 45.138        |
| 1.8 IE                 | 48.270        |
| 1.8 Turbo/America/Q.V. | 6.536         |
| 2.0                    | 18.971        |
| 2.0 Twin Spark         | 57.084        |
| 2.5 6v Q.V/Milano      | 12.611        |
| 3.0 V6/America/Q.V./   | 6.753         |
| 2.0 TD                 | 46.273        |
| 2.4 TD                 | 6.110         |
| TOTALE                 | 375.257       |